# Diecezja Hamhŭng
Diecezja Hamhŭng (łac.: Dioecesis Hameungensis, kor. 천주교 함흥교구) – rzymskokatolicka diecezja w Korei Północnej, Siedziba biskupa znajduje się w Hamhŭng. Jest sufraganią archidiecezji seulskiej.

## Historia
- 10 marca 1962 - utworzenie diecezji Hamhŭng

## Biskupi
- biskup - wakat